# Marcel Dabo
Marcel Dabo (* 10. Januar 2000 in Reutlingen) ist ein deutscher American-Football-Spieler auf der Position des Cornerbacks. In der Saison 2021 stand er bei der Stuttgart Surge in der European League of Football (ELF) unter Vertrag. Derzeit spielt er für die Indianapolis Colts in der National Football League (NFL).

## Werdegang

### Jugend
Dabo spielte in seiner Jugend zunächst beim SSV Reutlingen 05, später bei den Stuttgarter Kickers und dem VfL Pfullingen Fußball. 2015 nahm Dabo an einem Schüleraustausch mit einer US-amerikanischen High School teil und entdeckte dort als Zuschauer von College- und High-School-Football-Spielen sein Interesse am American Football. Nach seiner Rückkehr nach Deutschland begann er daher bei den Red Knights Tübingen mit dem Sport. Er begann auf der Position des Wide Receivers, wechselte im Verlauf seiner Jugendkarriere jedoch zum Cornerback. Zur Saison 2018 wechselte Dabo zu den Stuttgart Scorpions, um auf einem höheren Niveau trainiert zu werden und zu spielen. Bei den Scorpions kam er in der höchsten Spielklasse für Junioren (GFL Juniors) zum Einsatz. Im Jahr 2019 nahm Dabo an der Dreamchasers Tour der Plattform PPI Recruits teil und besuchte dabei mehrere Scouting Camps von Colleges in den Vereinigten Staaten. Im Rahmen des Camps bei den Penn State Nittany Lions lief Dabo beim 40 Yard Dash eine Zeit von 4,45 Sekunden. In der Vorbereitung zur Saison 2020 trainierte er auch beim Herrenteam der Scorpions mit, konnte aufgrund der Saisonabsage aber kein Pflichtspiel für die Stuttgarter bestreiten.

### European League of Football
Zur ersten Saison der European League of Football 2021 wurde Dabo von der Stuttgart Surge unter Cheftrainer Martin Hanselmann verpflichtet. Dabo kam als Stammspieler in allen Spielen auf den Positionen des Cornerbacks und Kick Returners zum Einsatz. Beim achten Saisonspiel der Surge gegen die Barcelona Dragons fing Dabo seine erste Interception in der ELF. Gemeinsam mit der Surge verpasste er mit einer Siegesbilanz von 2:8 die Play-offs deutlich. Nach Abschluss der regulären Saison wurde er in das ELF All Star Team berufen, welches gegen eine US-Auswahl antrat. Dabo kam aufgrund einer Schulterverletzung beim All Star Game jedoch nicht zum Einsatz. Bei den ELF Honors in Hamburg bekam er die Auszeichnung des Defensive Rookie of the Year verliehen. Bereits Ende September 2021 wurde Dabo zum NFL International Combine am 12. Oktober nach London eingeladen. Dort lief Dabo beim 40-Yard-Dash eine Zeit von 4,52 Sekunden und war damit der schnellste Athlet des Tages. Der NFL International Head Of Development Will Bryce kommentierte Dabos Auftritt in London wie folgt: „Marcel ist ein top Athlet, sehr talentiert und hat auch einen überragenden Charakter. Er weiß was er will, ist also sehr hungrig und hat somit verstanden, worum es hier heute für ihn geht.“ Im Januar 2022 wurde Dabo in das NFL International Pathway Program aufgenommen. Beim Pro Day in Arizona im März konnte er seine Werte noch einmal verbessern. Mit 4,42 Sekunden über die 40 Yards und 40,5 Inch beim Vertical Jump beeindruckte er die Veranstalter.

### NFL
Marcel Dabo wurde im Mai 2022 von den Indianapolis Colts über das International Player Pathway Program (IPPP) verpflichtet.

## Statistiken
| Jahr                        | Team            | Spiele 1 | Tackles | Tackles | Tackles | Tackles | Tackles | Pass Defense | Pass Defense | Pass Defense | Pass Defense | Pass Defense | Fumbles | Fumbles | Fumbles |
| Jahr                        | Team            | Spiele 1 | Total   | Solo    | Ast     | TFL     | Sack    | BU           | PD           | INT          | YDS          | TD           | FF      | FR      | TD      |
| --------------------------- | --------------- | -------- | ------- | ------- | ------- | ------- | ------- | ------------ | ------------ | ------------ | ------------ | ------------ | ------- | ------- | ------- |
| European League of Football |                 |          |         |         |         |         |         |              |              |              |              |              |         |         |         |
| 2021                        | Stuttgart Surge | 10       | 28      | 16      | 12      | 2       | 0       | 4            | 0            | 1            | 6            | 0            | 0       | 0       | 0       |
| ELF Gesamt                  | ELF Gesamt      | 10       | 28      | 16      | 12      | 2       | 0       | 4            | 0            | 1            | 6            | 0            | 0       | 0       | 0       |
| europeanleague.football     |                 |          |         |         |         |         |         |              |              |              |              |              |         |         |         |

## Privates
Dabo besuchte das Johannes-Kepler-Gymnasium in Reutlingen. 2017 wurde er mit den zweitmeisten Stimmen in den Reutlinger Jugendgemeinderat gewählt. Dabo studiert an der Eberhard Karls Universität Tübingen. Nebenberuflich arbeitet er in einem Fitnessstudio.